# Lac La Belle
Lac La Belle és una població dels Estats Units a l'estat de Wisconsin. Segons el cens del 2000 tenia 329 habitants.

## Demografia
Segons el cens del 2000, Lac La Belle tenia 329 habitants, 117 habitatges, i 109 famílies. La densitat de població era de 186,8 habitants per km².
Dels 117 habitatges en un 35,9% hi vivien nens de menys de 18 anys, en un 84,6% hi vivien parelles casades, en un 9,4% dones solteres, i en un 6% no eren unitats familiars. En el 3,4% dels habitatges hi vivien persones soles l'1,7% de les quals corresponia a persones de 65 anys o més que vivien soles. El nombre mitjà de persones vivint en cada habitatge era de 2,81 i el nombre mitjà de persones que vivien en cada família era de 2,88.
Per edats la població es repartia de la següent manera: un 22,8% tenia menys de 18 anys, un 4,6% entre 18 i 24, un 24,6% entre 25 i 44, un 37,1% de 45 a 60 i un 10,9% 65 anys o més.
L'edat mediana era de 44 anys. Per cada 100 dones de 18 o més anys hi havia 91 homes.
La renda mediana per habitatge era de 96.712 $ i la renda mediana per família de 100.000 $. Els homes tenien una renda mediana de 89.119 $ mentre que les dones 39.375 $. La renda per capita de la població era de 46.749 $. Aproximadament el 2,7% de les famílies i l'1,8% de la població estaven per davall del llindar de pobresa.

## Poblacions més properes
El següent diagrama mostra les poblacions més properes.